# Fletxa Valona 1945
La Fletxa Valona 1945 fou la 9a edició de la cursa ciclista Fletxa Valona. Es disputà el 3 de juny de 1945, entre Mons i Charleroi, sobre un recorregut de 213 kilòmetres. El vencedor fou el belga Marcel Kint, que s'imposà per tercera vegada consecutiva, una fita no igualada encara. Kint guanyà a l'esprint als seus quatre companys d'escapada. Els també belgues Lucien Vlaemynck i André Maelbrancke completaren el podi.

## Classificació final
|    | Ciclista                | Equip              | Temps      |
| -- | ----------------------- | ------------------ | ---------- |
| 1  | Marcel Kint (BEL)       |                    | 6h 12' 07" |
| 2  | Lucien Vlaemynck (BEL)  | Alcyon-Dunlop      | m. t.      |
| 3  | André Maelbrancke (BEL) | Mercier-Hutchinson | m. t.      |
| 4  | Brik Schotte (BEL)      | Alcyon-Dunlop      | m. t.      |
| 5  | Vital Sneyders (BEL)    |                    | m. t.      |
| 6  | Richard Depoorter (BEL) | Helyett            | + 2' 41"   |
| 7  | Albert Sercu (BEL)      | Dilecta            | + 4' 07"   |
| 8  | Sylvain Grysolle (BEL)  |                    | + 4' 07"   |
| 9  | Henri Renders (BEL)     |                    | + 4' 07"   |
| 10 | Jules Lowie (BEL)       |                    | + 4' 07"   |